# بيلايا بيريوزكا (برجانسك)
بيلايا بيريوزكا (بالروسية: Белая Берёзка) هي مدينة في مقاطعة بريانسك أوبلاست في روسيا.
يبلغ عدد سكانها حوالي 6556 نسمة.